# Arrhenatherum elatius
Arrhenatherum elatius là một loài thực vật có hoa trong họ Hòa thảo. Loài này được (L.) P.Beauv. ex J.Presl & C.Presl. mô tả khoa học đầu tiên năm 1819.

## Hình ảnh

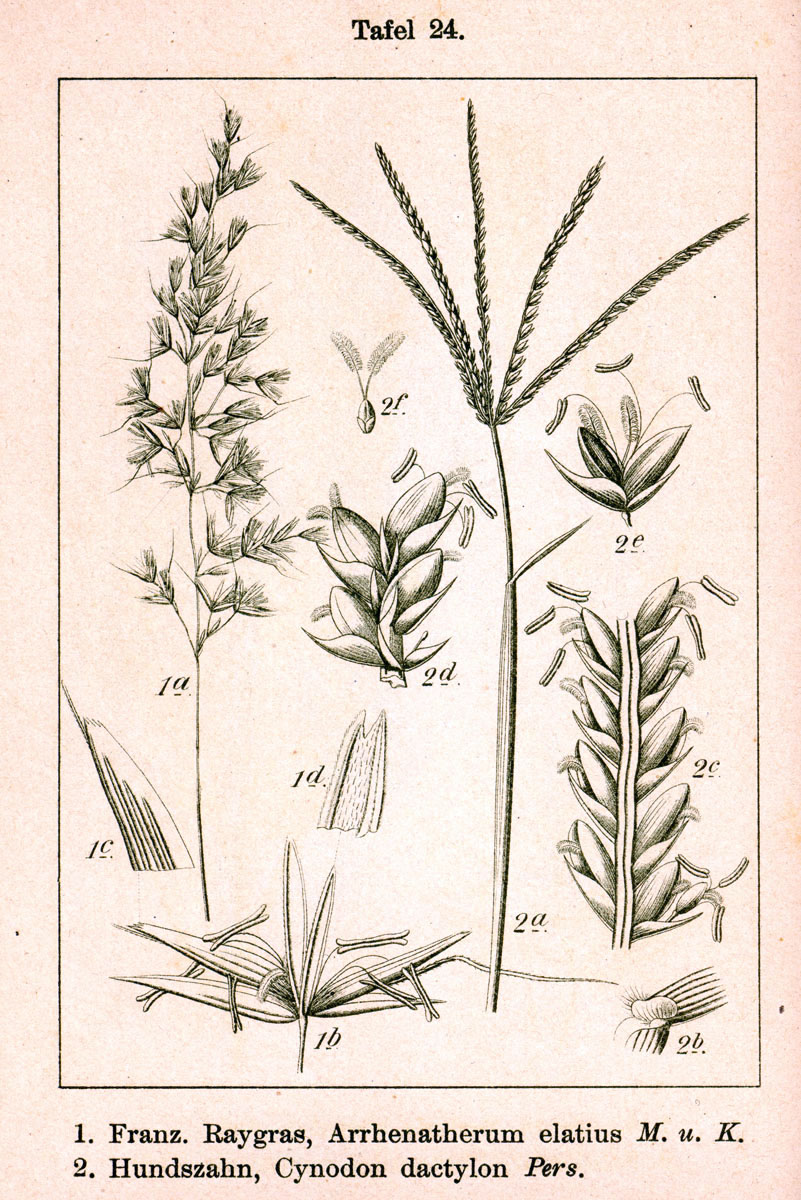
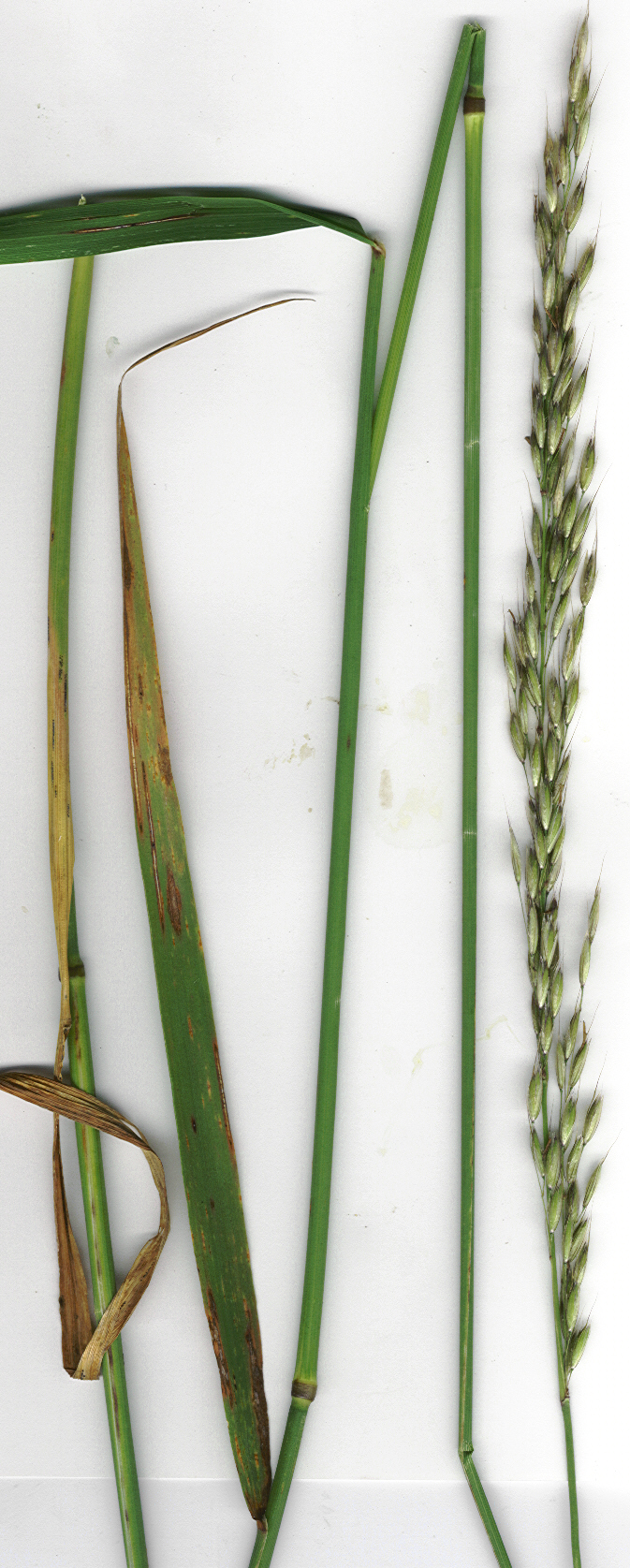
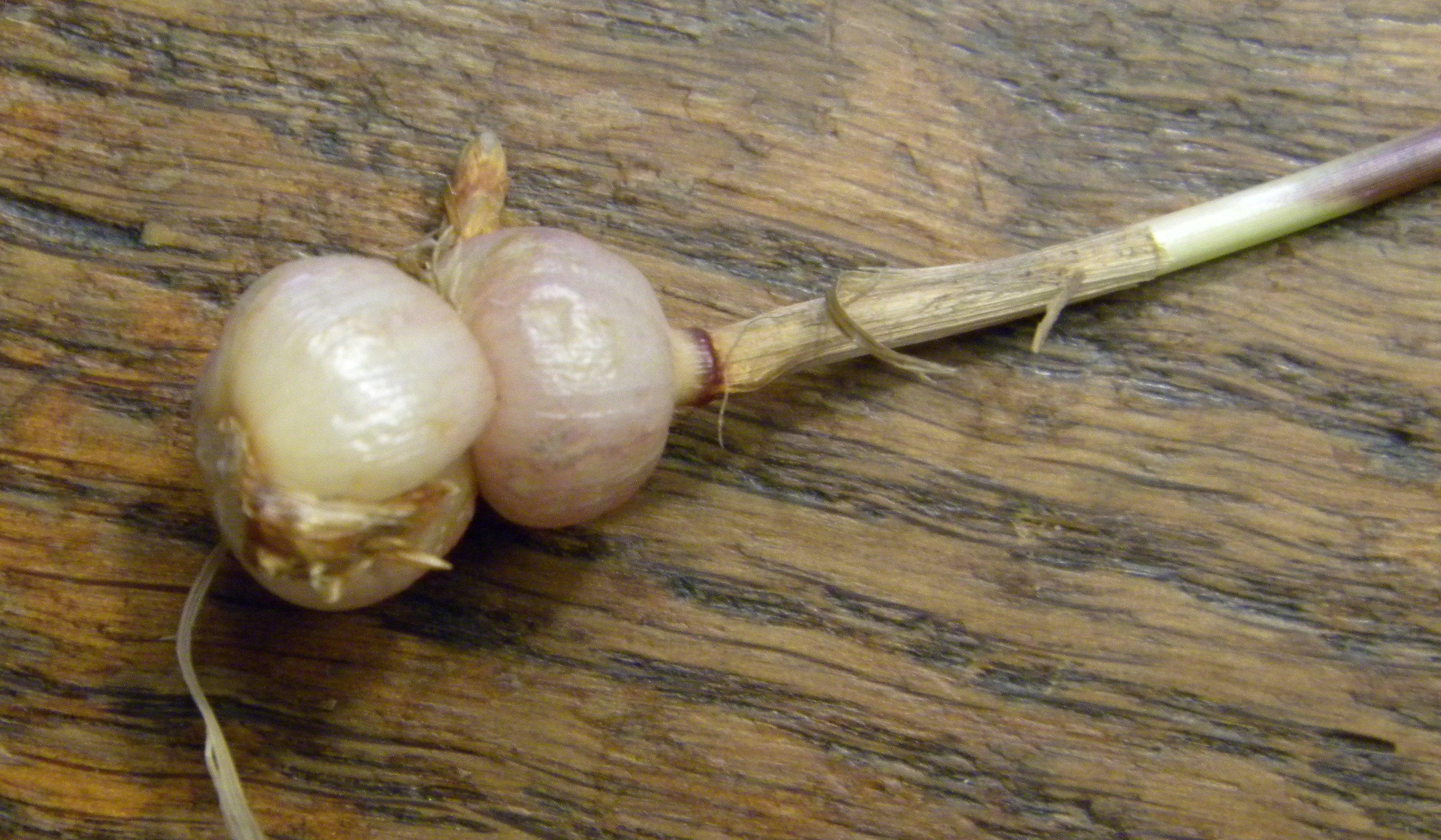
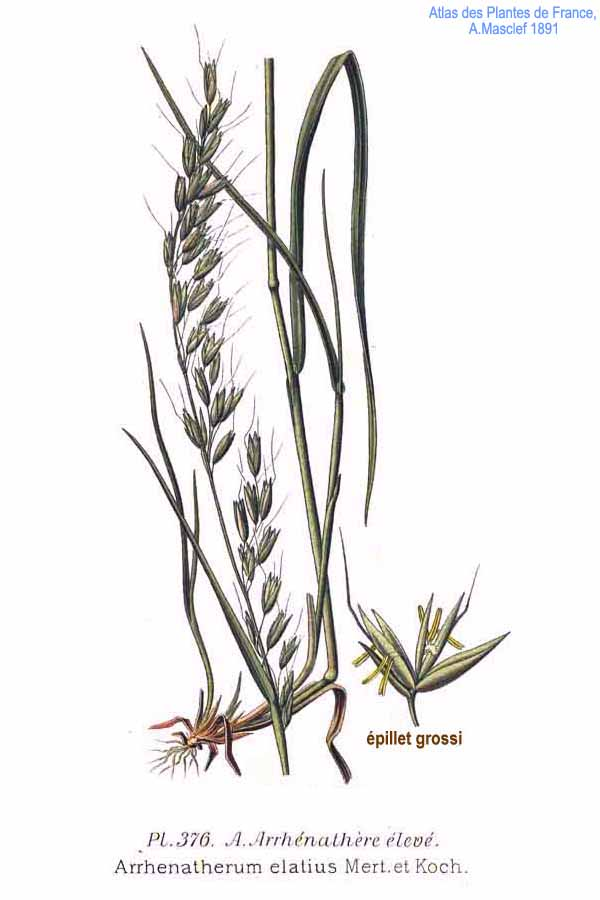